# 郁采
郁采（1476年—1512年），字亮之，浙江山陰縣人，明朝政治人物。

## 生平
治《詩經》，行八，由國子生中式弘治十七年（1504年）浙江鄉試第十二名舉人，年三十三歲中式正德三年（1508年）戊辰科會試第一百七十七名，第二甲第五十二名進士。授刑部主事，贬大名府教授，迁河南裕州同知。正德六年（1511年），劉六劉七起義爆發，畿內混亂。次年初，其軍南下攻裕州，郁采率州民抵抗，城陷巷战身死。追赠光禄寺少卿。

## 家族
曾祖郁原善。祖郁臻。父郁瓛。母陶氏。慈侍下，兄椿、檳、楠、森、榕、相、楷、弟東。